# 坎頓森特歷史區
坎頓森特歷史區（英語：Canton Center Historic District）是位於美國康乃狄克州哈特福縣的一個歷史區。

## 地理
坎頓森特的座標為41°51′28″N 72°54′28″W / 41.85778°N 72.90778°W，而該地的平均海拔高度為53米（即172英尺）。